# Breakers (dal)
A Breakers a Local Natives egy dala a Hummingbird stúdióalbumukról, egyben hetedik kislemezük, amelyet 2012. október 18-án adott ki az Infectious Music az Egyesült Királyságban és a Frenchkiss Records az Amerikai Egyesült Államokban.

## Számlista
| 1.   | Breakers                     | 4:09 |
| 2.   | Black Spot (After Dome-demó) | 3:52 |
| 8:01 |                              |      |

## Fogadtatás
A dal általánosságban pozitív értékeléseket kapott. Megjelenésekor a Pitchfork Media beválogatta a legjobb új dalokat tartalmazó listájára; a kritika szerzője, Ian Cohen a következőket írta: „a dobok játékában és a gyártásban észrevehető az együttessel együtt turnézó Arcade Fire és The National hatása, a Local Natives a Gorilla Manor mély hangzásától egy áramvonalas, térkitöltő jellegig jutott.” Azt is megjegyezte, hogy „mialatt a hasonló zenekarokra mély hatással vannak a társadalmi problémák és az öregedés, a Local Natives megőrizte hullámzó, teljes harmóniákkal és dinamikus löketet adó kórussal kiegészülő fiatalos lendületét, szarkazmusát.”

## Közreműködők

### Local Natives
- Taylor Rice
- Kelcey Ayler
- Ryan Han
- Matt Frazier

### Gyártás
- Marqus Paquin – hangmérnök
- Joe Lambert – maszterelés
- Peter Katis, Greg Georgio – keverés
- Aaron Dessner – producer, hangmérnök

## Kiadások
| Ország                    | Dátum | Kiadó              | Formátum           | Katalógusazonosító |
| ------------------------- | ----- | ------------------ | ------------------ | ------------------ |
| Egyesült Királyság        | 2012  | Infectious Music   | promóciós kislemez | INFECT145CDP       |
| Egyesült Királyság        | 2012  | Infectious Music   | 7”                 | INFECT145S         |
| Amerikai Egyesült Államok | 2012  | Frenchkiss Records | 7”                 | FKR064             |

## Fordítás
Ez a szócikk részben vagy egészben  a   Breakers (song) című angol Wikipédia-szócikk ezen változatának fordításán alapul.  Az eredeti cikk szerkesztőit annak laptörténete sorolja fel. Ez a jelzés csupán a megfogalmazás eredetét és a szerzői jogokat jelzi, nem szolgál a cikkben szereplő információk forrásmegjelöléseként.